# Symfonie nr. 4 (Holmboe)
Vagn Holmboe voltooide zijn Symfonie nr. 4 Sinfonia Sacra in het oorlogsjaar 1941.

## Symfonie nr. 4
Holmboe vond dat er eigenlijk geen goede symfonie meer geschreven kon worden na de genrewerken van Carl Nielsen. Zelf hield hij zich daar niet aan; hij zou er veertien componeren. Deze Symfonie nr. 4 is de vierde in de genummerde reeks; hij schreef een ongenummerde symfonie tussen de symfonieën nrs. 8 en 9.
Holmboe schreef zowel de tekst als muziek voor deze symfonie. De tekst liet hij door Poul Johannes Jensen naar het latijn vertalen. De componist bouwde een zesdelige symfonie op. In de eerste twee delen (I: Allegro passionato, II: Adagio) geeft de componist zijn afkeer weer op de oorlog, een samensmelting van geweld, vernietiging, angst, haat en vernietiging van aarde en natuur. Dit wordt onder andere aangegeven met de mars in deel I. Hij gaf de mens en daardoor ook zichzelf, de schuld van de strijd, waarbij de mens de schuldige is van het ombrengen van naruur, waar de mens deel van uitmaakt. Ook in deel III (Con fuoco) is dat het thema: Ego Volui; Ik wilde dit).In deel IV (Moderato) wendt Holmboe zich naar de religie en God; hij is verantwoordelijk voor zowel goed als kwaad.; eerst nog persoonlijk (Pax in anima mea; Vrede in mijn heart), daarna voor iedereen (In terra pax, Vrede op aarde).. Via deel V (Gloria, Allegro non troppo) legt hij alles in de handen van God; deel VI meldt alleen nog Laudate Dominum (Eer de God). Vanwege deze opbouw wordt het werk wel vergeleken met de Psalmensymfonie van Igor Strawinski, mede door het bereik van de hoofdtoonsoort E majeur, waarop het werk ook sluit. Het werk verwijst voor wat betreft indeling naar de klassieke mis (deel V en VI).
Het werk werd geschreven voor de officiële opening van het nieuwe Radiohuset van de Deense Omroep in 1942. Holmboe kreeg dan ook een prijs uitgereikt voor dit werk. Zowel opening als première werd opgeschoven in verband met de Duitse bezetting tijdens de Tweede Wereldoorlog. De première van het werk vond uiteindelijk plaats op 11 september 1945 in dat Radiohuset onder leiding van Erik Tuxen, die leiding gaf aan het Koor en Orkest van de Deens Omroep. Het werk was inmiddels ingehaald door Symfonie nr. 5
Orkestratie
- gemengd koor: sopranen, alten, tenoren en baritons
- 1 piccolo, 2 dwarsfluiten, 2 hobo’s, 1 althobo, 2 klarinetten, 1 basklarinet, 2 fagotten, 1 contrafagot
- 4 hoorns, 3 trompet, 3 trombones, 1 1 tuba
- pauken, 3 man/vrouw percussie, piano
- violen, altviolen, celli,  contrabassen

## Ebbe Holmboe
Inmiddels had de componist het werk opgedragen aan zijn broer Ebbe Gylding Holmboe. Die, geboren 23 december 1921, was actief in de verzetsgroepen in en om Horsens. Ook nam hij deel aan een spionagegroep opgebouwd uit studenten (Studenternes Afterretningstjeneste) en de Frit Danmarksabotagegruppe onder leiding van Peer Borup. Hij werd op 12 mei 1944 omgebracht in Porta Westfalica, een buitenkamp van concentratiekamp Neuengamme. 
Symfonie nr. 1 · nr. 2 · nr. 3 · nr. 4 · nr. 5 · nr. 6 · nr. 7 · nr. 8 · Sinfonia in memoriam · nr. 9 · nr. 10 · nr. 11 · nr. 12 · nr. 13 ·